# Zagadočnij mir
Zagadočnij mir (Загадочный мир) è un film del 1916 diretto da Evgenij Bauėr.